# Johanneskerk (Weidum)
De Johanneskerk is een kerkgebouw in Weidum in de Nederlandse provincie Friesland. Het kerkgebouw is in 2020 overgenomen door de Stichting Alde Fryske Tsjerken.

## Beschrijving
De romaanse tufstenen toren van drie geledingen met spaarvelden dateert uit de 12e eeuw. In de toren met ingesnoerde naaldspits hangt een klok (1531) van Geert van Wou en Johan Tersteghe en een klok (1626) van Hans Falck. De romanogotische kerk uit de 13e eeuw is oorspronkelijk gewijd aan Johannes de Evangelist. De noordzijde en de zuidzijde hebben een ingangspoort. Het kerkgebouw is een rijksmonument.
Het interieur wordt gedekt door een houten tongewelf uit de 16e eeuw dat een stenen gewelf verving. Een van de vier overhuifde herenbanken is van de familie Burmania. De preekstoel en het doophek zijn in 1712 vervaardigd door Gerrit Payaar. Het orgel uit 1889 is gebouwd door L. van Dam en Zonen.

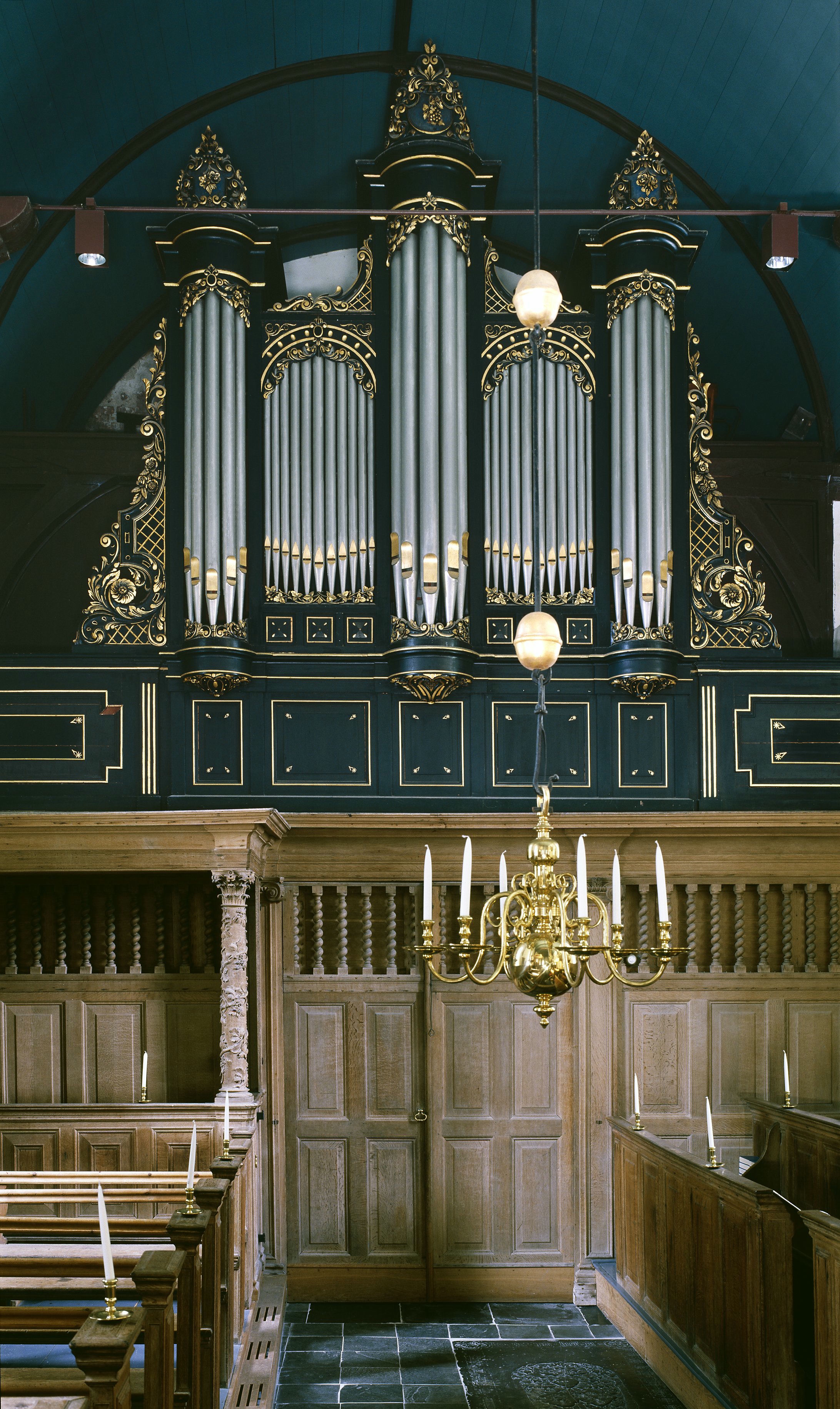
Orgel (2007)
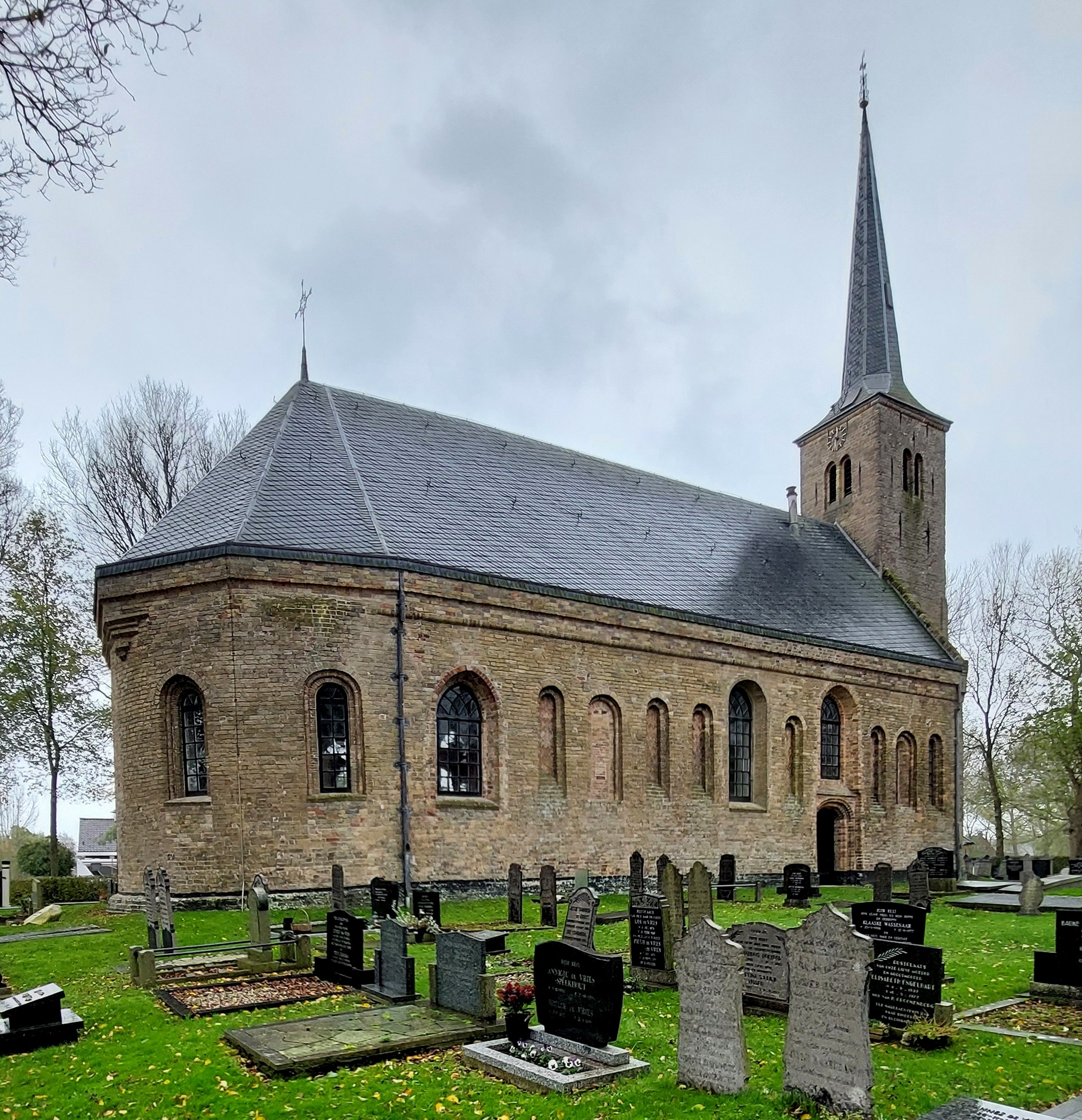
Noordgevel (2022)